# Tàu ngầm lớp Dolfijn
Tàu ngầm lớp Dolfijn là loại tàu ngầm được sử dụng trong hải quân Hoàng gia Netherlands có bốn chiếc trong lớp này đã được đóng là Dolfijn, Zeehond, Potvis và Tonijn vào cuối những năm 1950 và đầu những năm 1960. Đây là loại tàu ngầm đầu tiên được đóng cho Hà Lan từ sau thế chiến thứ hai.

## Thiết kế

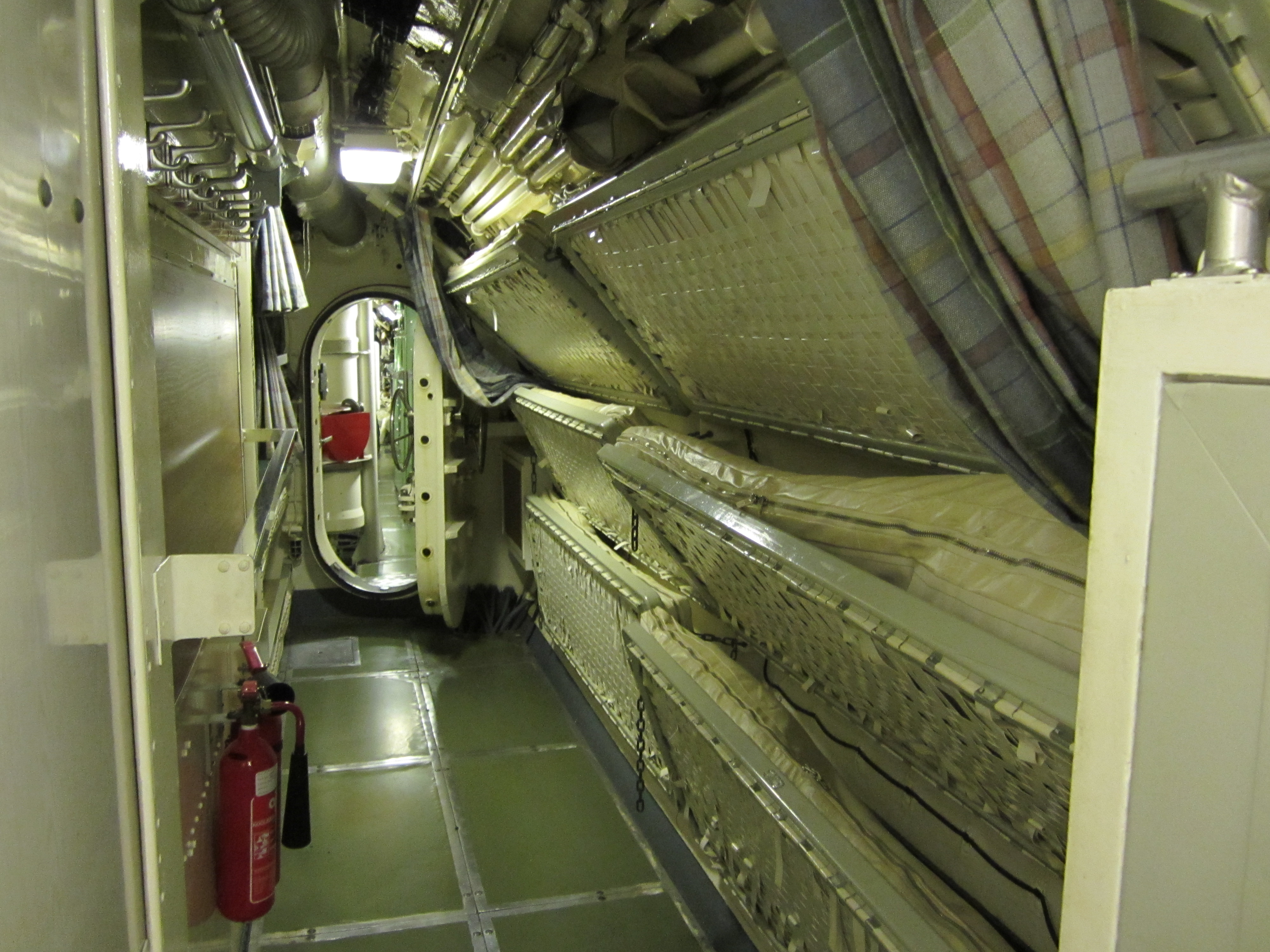
Hình ảnh Giường tầng trong lối đi của Bà Tonijn

Tàu ngầm lớp Dolfijn là loại tàu ngầm được Hà Lan thiết kế đặc biệt với ba lớp vỏ chịu lực khác nhau được nối với nhau bởi các khung xếp theo hình hình tam giác và được gia cố thêm bởi một lớp vỏ thép. Tầng trên của tàu ngầm được sử dụng làm nơi làm việc và sinh hoạt của thủy thủ tầng thấp hơn được sử dụng làm phòng máy, nơi chứa ác quy, và kho. Việc này cho phép loại tàu này lặn sâu hơn các tàu ngầm khác trong cuối những năm 1950 với độ sâu tối đa là 200 m. Bản thiết kế đã được F Gunning thực hiện.
Việc đặc mua thêm nhóm tàu ngầm thứ hai được biết là tàu ngầm lớp Potvis đã bị hoãn cuối những năm 1950 vì có đề nghị là cho tàu ngầm chạy bằng nhiên liệu hạt nhân nhưng sau đó đã bị bát bỏ. Việc đặc mua hai tàu ngầm được nối lại năm 1962. Các tàu này có động cơ diesel thay thế và hệ thống điện được nâng cấp năm 1978-1979.
Chiếc Zeehond được chuyển thành tàu thử nghiệm bởi xưởng đóng tàu RDM tại Rotterdam năm 1990 và sử dụng các kết quả thu được để có thể chế tạo hệ thống làm mới không khí năm 1994.

## Các tàu
Có 4 chiếc trong lớp Dolfijn được đóng.
- Chiếc S808 Dolfjin được đóng tại Rotterdam hạ thủy hoạt động ngày 16/12/1960 bị tháo dỡ năm 1985.
- Chiếc S809 Zeehond được đóng tại Rotterdam hạ thủy hoạt động ngày 16/03/1961 trở thành tàu thử nghiệm 1990 và bị tháo dỡ năm 1997.
- Chiếc S804 Potvis được đóng tại Wilton - Fijenoord ở Schiedam hạ thủy hoạt động ngày 02/11/1965 bị tháo dỡ năm 1994.
- Chiếc S805 Tonjin được đóng tại Wilton - Fijenoord ở Schiedam hạ thủy hoạt động ngày 24/02/1966 ngưng hoạt động năm 1991 vào viện bảo tàng hải quân Hà Lan tại Den Helder.